# Niramitra de Mágada
Niramitra foi um rei semilendário da dinastia de Briadrata que governou sobre Mágada em sucessão de Aiutaius, seu pai. Reinou entre 1 171 e 1 149 a.C., segundo algumas reconstituições. Foi sucedido por seu filho Suquexatra.